# Neil Carmichael (homme politique)
Pour les articles homonymes, voir Neil Carmichael (baron Carmichael de Kelvingrove) et Carmichael.
William Neil Carmichael (né le 15 avril 1961 à Hexham) est un homme politique anglais, député conservateur pour Stroud de 2010 à 2017.

## Carrière locale
Carmichael commence sa carrière politique après avoir été élu au conseil du comté de Northumberland en 1989, où il siège pendant quatre ans. Aux élections générales de 1992, il est candidat malheureux du Parti conservateur au siège parlementaire de Leeds East.
En 1999, Carmichael déménage dans le Gloucestershire où il est sélectionné pour se présenter à Stroud aux élections générales de 2001, perdant face à David Drew du Parti travailliste. Il se présente de nouveau pour le siège aux élections générales de 2005, s'inclinant à nouveau face à Drew.

## Carrière parlementaire
Carmichael remporte Stroud contre David Drew lors des élections générales de 2010, avec un écart de 2% et une majorité de 1 299 voix. Il prononce son premier discours le 2 juin 2010.
Il s'investit sur les questions d'éducation; il est membre du Comité spécial de l'éducation de la Chambre des communes, avant d'être élu président en juin 2015. Auparavant, en 2011, il fonde le All Party Group on Education, Governance and Leadership après avoir co-écrit un rapport cherchant à influencer la réforme des conseils d'administration des écoles. Il propose un projet de loi sur la question en vertu de la règle des dix minutes à la fin de 2014, mais il n'a fait aucun progrès.
En 2012, Carmichael fonde le Groupe parlementaire multipartite sur les maladies vasculaires pour sensibiliser et encourager la poursuite des recherches sur les maladies vasculaires. En tant que président du groupe, il co-écrit des rapports qui mettent en évidence les différences régionales dans les taux d'amputation dans toute l'Angleterre et qui révèlent qu'il pourrait y avoir plus de 5 000 amputations de jambe inutiles par an,,.
Carmichael est l'un des participants les plus actifs aux débats parlementaires pendant son séjour à la Chambre des communes; la BBC rapporte en juillet 2011 qu'il se classe quatrième parmi plus de 200 députés élus pour la première fois en 2010 pour le nombre de débats auxquels il a participé. Bien qu'étant un débatteur actif, il a toujours voté exactement en accord avec le whip conservateur, sauf pour une motion visant à présenter un projet de loi pour l'interdiction de fumer dans des véhicules privés où des enfants sont présents.
Carmichael est réélu aux élections générales de 2015, avec une majorité portée à 4 886 voix. Cependant, il perd le siège aux élections générales de 2017 par 687 voix contre David Drew, le député qui occupait le siège avant 2010.
Carmichael est opposé au Brexit avant le référendum d'adhésion européen de 2016.

## Après la politique
À la suite des élections législatives de 2017, Carmichael mène un certain nombre d'initiatives en matière de politique éducative. Carmichael dirige un cabinet de conseil Dunshiel Education, réunissant des experts des politiques éducatives. Il est nommé professeur honoraire de politique et d'éducation à l'Université de Nottingham en décembre 2017 et donne régulièrement des conférences sur le Brexit et les questions d'éducation. Carmichael préside également la Commission sur l'apprentissage durable pour le travail, la vie et une économie en évolution soutenue par Pearson Education.
Début 2018, Carmichael devient président de la campagne Conservateurs pour le vote du peuple, #C4PV.
En avril 2019, Carmichael annonce qu'il quitte le Parti conservateur pour s'inscrire auprès de The Independent Group, plus tard également connu sous le nom de Change UK. Lors des élections au Parlement européen de 2019, il est deuxième sur la liste des candidats du parti dans la circonscription de l'Est de l'Angleterre. Ils obtiennent 3,65 % des voix dans la circonscription et aucun de leurs candidats n'est élu .
En septembre 2019, Carmichael rejoint les libéraux-démocrates.